# 始燕鱼属
始燕鱼屬（學名：Eoplatax），是一种已灭绝的燕鱼，化石發現於義大利維羅納。

## 圖庫

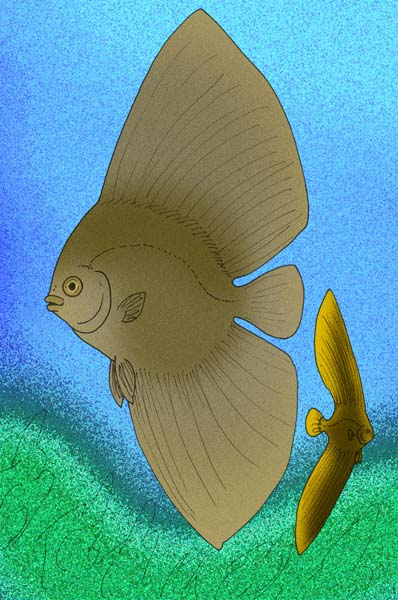
E. papillio
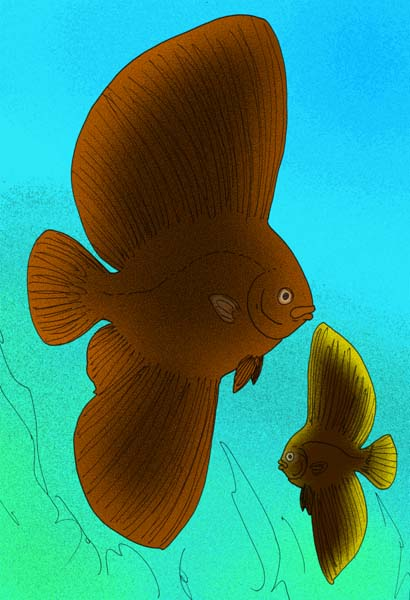
E. subvespertilo
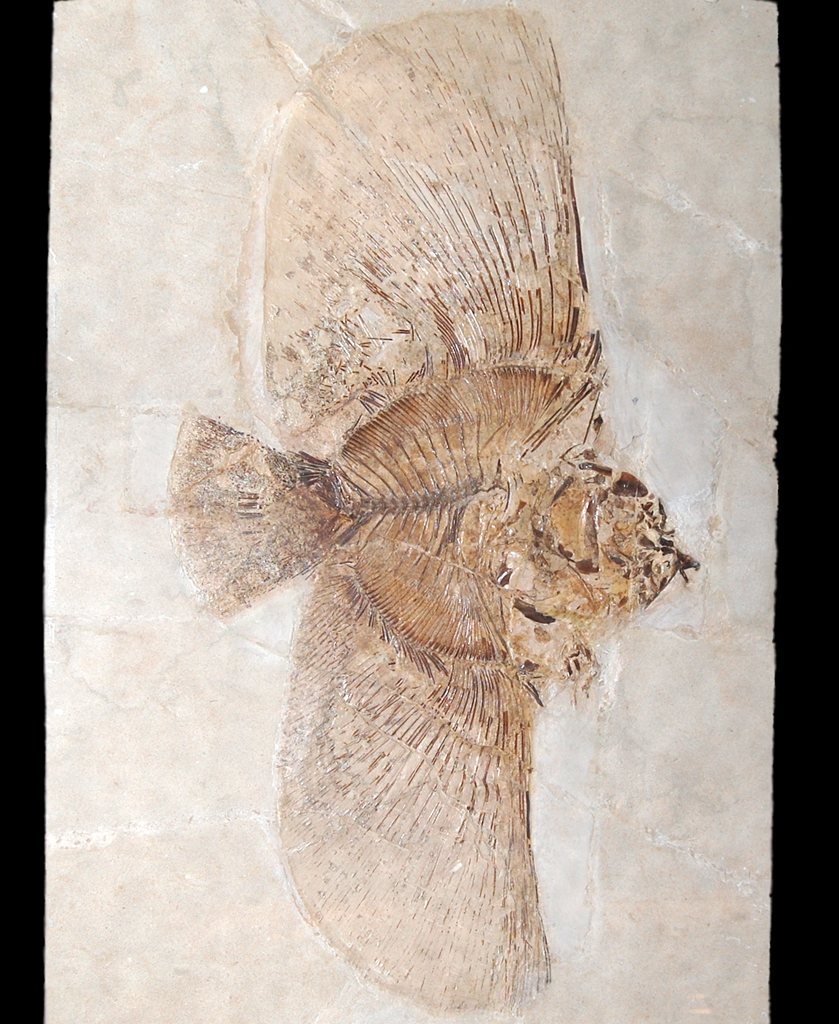